# Кировский транспортный техникум
Кировский транспортный техникум - высшее учебное заведение в городе Кировск Луганской области.

## История
Кировский горно-транспортный техникум был создан в соответствии с приказом министерства угольной промышленности СССР № 317 от 11 ноября 1968 года.
После провозглашения независимости Украины техникум был передан в ведение министерства образования Украины.
В марте 1995 года Верховная Рада Украины внесла техникум в перечень предприятий и организаций, приватизация которых запрещена в связи с их общегосударственным значением.
В 1998 году приказом министерства образования Украины № 257 учебное заведение было переориентировано на подготовку специалистов для автомобильного и железнодорожного транспорта, переименовано в Кировский транспортный техникум, и начало подготовку учащихся по трём специальностям: «строительство, обслуживание и ремонт железнодорожного пути», «организация перевозок и управление на железнодорожном транспорте» и «техническое обслуживание, ремонт автомобилей и двигателей». В 1999 году была открыта четвёртая специальность  - «организация и регулирование дорожного движения». 
С весны 2014 года - в составе Луганской Народной Республики.
16 ноября 2018 года техникум отметил 50-летний юбилей. К этому времени он подготовил и выпустил почти 8000 специалистов для горной промышленности, автомобильного и железнодорожного транспорта.

## Современное состояние
Техникум является учебным заведением I уровня аккредитации.